# Cortinarius damascenus
Espèce
Cortinarius damascenus , le Cortinaire damascène, est une espèce de champignons basidiomycètes de la famille des Cortinariaceae.

## Taxinomie

### Nom binomial accepté
Cortinarius damascenus Fr., 1838

### Synonymes
- sous-genre Telamonia et dans la section des Duracini.  Tartarat (2002) et Moser (2000 : 426-427)
- sous-genre Hydrocybe, section Damasceni. Bidaud et al. (1994)

## Description
Hyménophore : chapeau : 50 à 80 mm, convexe à bassement mamelonné à l’état jeune. Restes de voile blanc argenté à la périphérie. Parfois marge brisée, infractée, grossièrement froncée-lobée-onduleuse donnant alors au chapeau un aspect chahuté-tourmenté.
Cuticule : nettement hygrophane, brun foncé imbu, brun clair au sec avec le centre brun ocre.
Lames : assez espacées, à peine adnées, très larges (jusqu’à 13 mm). Arête concolore, irrégulière, érodée.
Stipe : pied de 70-80 x 10-20 mm, jusqu’à 25 mm au bulbe. De forme bien cylindrique mais à base renflée en bulbe subradicant. Finement fibrilleux sous la loupe. Blanchâtre un peu opalescent. Cortine blanche, fugace. Pas de trace annulaire.
Chair : blanchâtre, sans odeur ni saveur particulière.
Spore : spores elliptiques-verruqueuses de 8-9 x 4,5-5 µm.

## Habitat
En touffes, en terrain argilo-calcaire, sous le couvert d’une jeune chênaie clairsemée, non loin de C. balteato-cumatilis.

## Confusion possible
Sur le terrain, le champignon lorsqu’il est imbu peut être pris pour un Lyophyllum aggregatum mais sa consistance est nettement plus fragile.